# Bohoričica

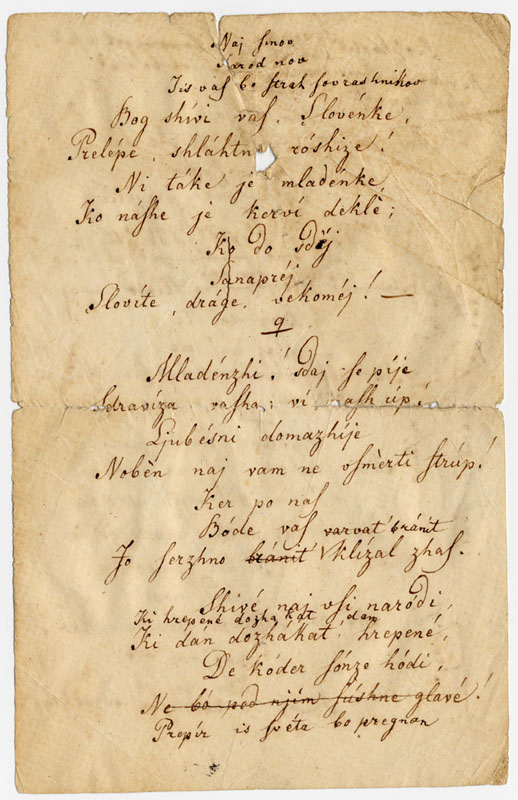
Zdravljica France Prešerena zapsaná v bohoričici.

Bohoričica byl spřežkový pravopis slovinského jazyka, jejž stanovil Adam Bohorič ve svém díle Arcticae horulae v roce 1584. Pravopis byl používán až do devatenáctého století.

## Historie
Již Primož Trubar použil ve svých dílech zvláštní spřežkový pravopis, u něhož však chyběla přesná pravidla pro psaní. Až v roce 1584 vydaná první slovinská gramatika – Arcticae horulae – Adama Bohoriče znamenala přesnou formulaci pravidel tohoto pravopisu. K významu bohoričice přispěl i překlad Bible, který vyšel ve stejném roce jako Arcticae horulae a jehož autorem byl Bohoričův žák Jurij Dalmatin.
V průběhu protireformace byla absolutní většina děl slovinské reformace zničena. Bohoričica však přežila díky katolickým autorům, především díky lublaňskému biskupovi Tomaži Hrenovi. V sedmnáctém a osmnáctém století bylo vydáno jen velmi malé množství děl ve slovinštině, přesto bohoričica přežila. Pro slovinské názvy byla bohoričica použita také v jinak německy psaném díle Janeze Vajkarda Valvasora Die Ehre dess Herzogthums Crain.
Běžné používání bohoričice přineslo až osmnácté století, v jehož průběhu byla bohoričica modernizována filology Marko Pohlinem a Jurij Japeljem. Na konci osmnáctého století byl již pravopis plně uznán kruhem osvícenců kolem Žigy Zoise. Díky Antonu Tomaži Linhartovi a Valentinu Vodnikovi se bohoričica opět stala nástrojem slovinské literární tvorby.
V průběhu dvacátých let se začaly objevovat snahy o zavedení nové abecedy. Nejznámějšími pokusy byly ty Petera Dajnka a Frana Metelka z roku 1825. Tyto pokusy financované Jernej Kopitarem byly ostře odmítnuty skupinou kolem Matiji Čopa a France Prešerena. Až koncem třicátých let se této skupině jazykovědců a literátů podařilo přimět rakouské úřady, aby metelčici a dajnčici zakázaly. Nadále však existovala kritika bohoričice.
Ve čtyřicátých letech pak Janez Bleiweis navrhl kompromisní řešení – zavést modifikovanou podobu gajice. Takto upravená gajica se začala objevovat v jeho periodiku – Kmetijske in rokodelske novice. Zanedlouho bylo toto řešení široce přijato, a tak po roce 1848 reformovaná gajica nahradila bohoričici.

## Grafémy
Bohoričica pozůstávala z dvaceti pěti písmen, z čehož 3 byly spřežky:
a b d e f g h i j k l m n o p r ſ ſh s sh t u v z zh
Bohoričica se od moderní slovinštiny lišila v následujících písmenech:
| Velké písmeno | Malé písmeno | IPA  | moderní slovinština |
| ------------- | ------------ | ---- | ------------------- |
| Z             | z            | /ts/ | c                   |
| ZH            | zh           | /tʃ/ | č                   |
| S, Ş          | ſ            | /s/  | s                   |
| SH, ŞH        | ſh           | /ʃ/  | š                   |
| S             | s            | /z/  | z                   |
| SH            | sh           | /ʒ/  | ž                   |